# براندان هكتور
براندان هكتور (بالإنجليزية: Brendan Hector)‏ هو لاعب اتحاد الرغبي جنوب أفريقي، ولد في 3 فبراير 1993 في جراف رينيت في جنوب أفريقيا.